# Bicinchoninsäure
Bicinchoninsäure (engl. bicinchoninic acid, BCA) ist der Trivialname für die chemische Verbindung 2,2′-Bichinolin-4,4′-dicarbonsäure. Es handelt sich um eine heterocyclische Verbindung, die aus zwei in 2-Position verknüpften Chinolinmolekülen besteht, die jeweils Carboxygruppen in 4-Position tragen. Es handelt sich somit um eine Dicarbonsäure.

## Eigenschaften
BCA reagiert wie Bichinolin mit einwertigen Kupferionen zu einer Komplexverbindung mit violetter Farbe.

Strukturformel des violetten Cu^{+}-Bicinchoninsäure-Komplexes.

## Verwendung
Der BCA-Test wird in der Biochemie zur quantitativen, photometrischen bzw. kolorimetrischen Bestimmung von Proteinen (0,5 μg/mL – 1,5 mg/mL) verwendet. Dabei reagieren zweiwertige Kupferionen quantitativ mit Protein zu einwertigen Kupferionen. Diese geben mit der Bicinchoninsäure einen violetten Farbstoff, dessen Absorption bei einer Wellenlänge von 562 nm photometrisch ausgewertet werden kann.